# L'Abandon d’Ariane

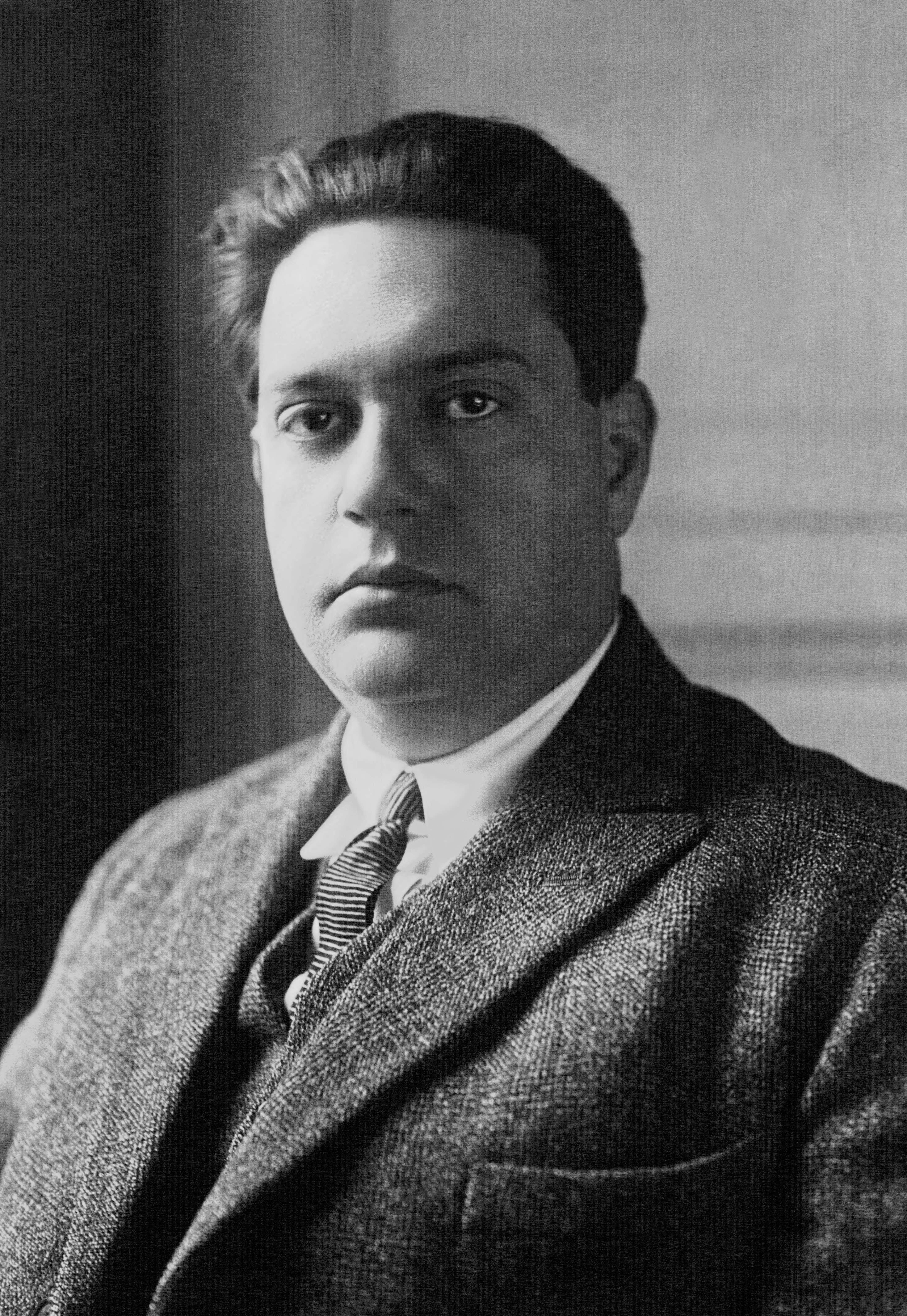
Darius Milhaud

L'Abandon d'Ariane (Den övergivna Ariadne) är en opera i fem scener av Darius Milhaud med libretto av Henri Hoppenot. Operan är den andra av Milhauds korta Opéra-minute och varar bara i 10 minuter.

## Historia
Som tonsättare var Milhaud nära lierad med de franska surrealisterna och var liksom sina målarvänner ute efter att med spiritualitet, ironi och gott humör ifrågasätta rådande normer. Inom den europeiska operakonsten hade det under årtiondens lopp utbildats ett övergripande tema: kärleken mellan kvinna och man. L'Abandon d'Ariane dekonstruerar den här klichén och kärleksförbindelsen mellan man och kvinna ersätts av en dylik mellan en kvinna och en stjärna. Som så ofta hos Milhaud handlar det även här om både skämt och allvar.
Operan uruppfördes den 20 april 1928 i Wiesbaden.

## Personer
| Roller                        | Röstläge | Premiärbesättning 20 April 1928 (Dirigent: Joseph Rosenstock) |
| ----------------------------- | -------- | ------------------------------------------------------------- |
| Ariadne, prinsessa av Kreta   | sopran   |                                                               |
| Dionysos, vinets gud          | baritone |                                                               |
| Phädra, Ariadnes yngre syster | sopran   |                                                               |
| Theseus, Grekisk hjälte       | tenor    |                                                               |
| Bacchanter, sjömän            |          |                                                               |

## Handling
Ariane älskar inte längre Thesée, medan hennes syster Phèdre förgäves försöker uppvakta honom. När de båda systrarna skänker den till tiggare förklädde Dionysos en gåva, visar guden sin tacksamhet genom att lösa deras problem. Han lurar Thesée till att dricka sig berusad och får honom att tro att den beslöjade Phèdre är Ariane. Thesée lämnar ön tillsammans med sin nya kärlek, Phèdre. Den övergivna Ariane är nu lycklig och får dessutom sin efterlängtade önskan uppfylld: att få se sin egen stjärnbild på himmelsfirmamentet vid sidan om Hera.